# Jan Kleinnijenhuis
Jan Kleinnijenhuis is een Nederlandse onderzoeksjournalist voor het actualiteitenprogramma Nieuwsuur. 
Kleinnijenhuis studeerde tussen 1998 en 2004 Algemene Economie aan de Rijksuniversiteit Groningen. Daar schreef hij voor diverse studentenbladen. In 2006 sloot hij daar zijn vervolgstudie Journalistiek af. Kleinnijenhuis ging aan de slag bij dagblad Trouw, eerst als stagiair en vanaf 2007 als macro-econoom en financieel verslaggever.
Als journalist bij Trouw was Kleinnijenhuis betrokken bij meerdere internationale onderzoeksprojecten, zoals de LuxLeaks, de Panama Papers, de Paradise Papers en de Luanda Leaks, waar bewoners van hun land werden verdreven om de bouw van een boulevard in Luanda mogelijk te maken.
In september 2018 werd Kleinnijenhuis bij een rechtszaak van Eva González Pérez geconfronteerd met het achterhouden van stukken door de Belastingdienst. Zijn langdurige onderzoek daarnaar met Pieter Klein van RTL Nieuws leidde tot wat later bekend zou worden als de toeslagenaffaire. 
In 2022 verliet Kleinnijenhuis de redactie van Trouw om zijn carrière te vervolgen als onderzoeksjournalist voor het actualiteitenprogramma Nieuwsuur van de publieke omroepen NOS en NTR.

## Erkenning
In 2015 kreeg hij samen met anderen de journalistieke prijs De Loep voor het onderzoek naar LuxLeaks. In 2017 won hij die prijs nogmaals, nu voor zijn aandeel over het onderzoek naar de Paradise Papers.
In 2019 kreeg hij samen met Pieter Klein van RTL Nieuws De Tegel in de categorie Onderzoek. Zij kregen dit voor hun diepgravende onderzoek naar de toeslagenaffaire bij de Nederlandse Belastingdienst. Voor datzelfde onderzoek werden zij in 2019 uitgeroepen tot Journalist van het Jaar.

### Prijzen
- 2019 - Journalist van het Jaar
- 2019 - De Tegel
- 2017 - Citi Journalistic Excellence Award
- 2017 - De Loep
- 2015 - De Loep